# Вічна північ
«Вічна північ» (англ. Permanent Midnight) — незалежний біографічний драматичний фільм 1998 року сценариста і режисера Девіда Велоза. У головних ролях: Бен Стіллер, Марія Белло, Елізабет Герлі, Оуен Вілсон, Шеріл Ледд і Джанін Гарофало. Заснований на однойменній автобіографічній книзі Джеррі Штала; це фільм про Штала, успішного телесценариста таких популярних серіалів, як «Тридцять з чимось», «Твін Пікс» і «Альф», та його боротьбу зі зловживанням психоактивними речовинами.
Фільм зібрав лише $1,1 млн в обмеженому прокаті в кінотеатрах у Сполучених Штатах, але продемонстрував кращі результати на ринку домашнього відео. Гра Стіллера була схвалена критиками. Альбом саундтреків до фільму випущений 15 вересня 1998 року DGC Records.

## Сюжет
Перед вами яскрава історія зльоту і падіння знаменитого американського сценариста Джері Стала, що стрімко став зіркою Голлівуду, і так же швидко втратив все, чого він домігся з таким трудом. Його єдиним порятунком від нервового і морального колапсу стають наркотики, які поступово перетворюють його на лукавого божевільного, що не бачить грані між сном і дійсністю, між порядністю і підлотою. Незабаром, опинившись на руїнах свого успіху, Джері розуміє, що врятує себе, тільки круто змінивши життя, безжально розірвавши павутину порочного дурману.

## У ролях
- Бен Стіллер
- Марія Белло
- Джей Полстон
- Спенсер Ґаррет
- Оуен Вілсон
- Елізабет Герлі
- Лурдес Бенедікто
- Фред Віллард
- Чонсі Леопарді
- Мері Томпсон
- Джанін Гарофало
- Пітер Ґрін
- Сандра О
- Чарльз Флайшер
- Шеріл Ледд
- Дуґлас Спейн
- Сем Андерсон
- Конні Нільсен
- Енді Дік